# Temporada 1955-1956 del Club Joventut Badalona
La temporada 1955-1956 va ser la 17a temporada en actiu del Club Joventut Badalona des que va començar a competir de manera oficial. En aquesta temporada va ser subcampió del XXXI Campionat de Catalunya.

## Resultats
Campionat d'Espanya - Copa del Generalíssim
En aquesta edició de la Copa del Generalíssim el Joventut va quedar eliminat pel Reial Madrid CF a semifinals, després d'haver-se classificat primer del seu grup a la fase prèvia. Va disputar un partit pel tercer i quart lloc que va perdre davant el CB Estudiantes.
Campionat de Catalunya
La Penya va tornar a ser subcampiona del Campionat de Catalunya per segona temporada consecutiva, quedant classificada per darrere de l'Aismalíbar i davant de l'Espanyol.
Altres competicions
Aquesta temporada el Trofeu Samaranch es va disputar a mode de lligueta, i el Joventut va quedar classificat en tercera posició.

## Plantilla
La plantilla del Joventut aquesta temporada va ser la següent:
| Club Joventut Badalona: plantilla 1955-56 |
| Jugadors                                  |
| Josep Brunet                              |
| Jaume Bassó                               |
| Joaquim Ballester                         |
| Joan Canals                               |
| Jordi Canals                              |
| Jaume Fajeda                              |
| Roca                                      |
| Martínez                                  |
| Calabria                                  |
| Guerra                                    |
| Entrenador                                |
| J. Jiménez                                |